# História geológica de Mercúrio

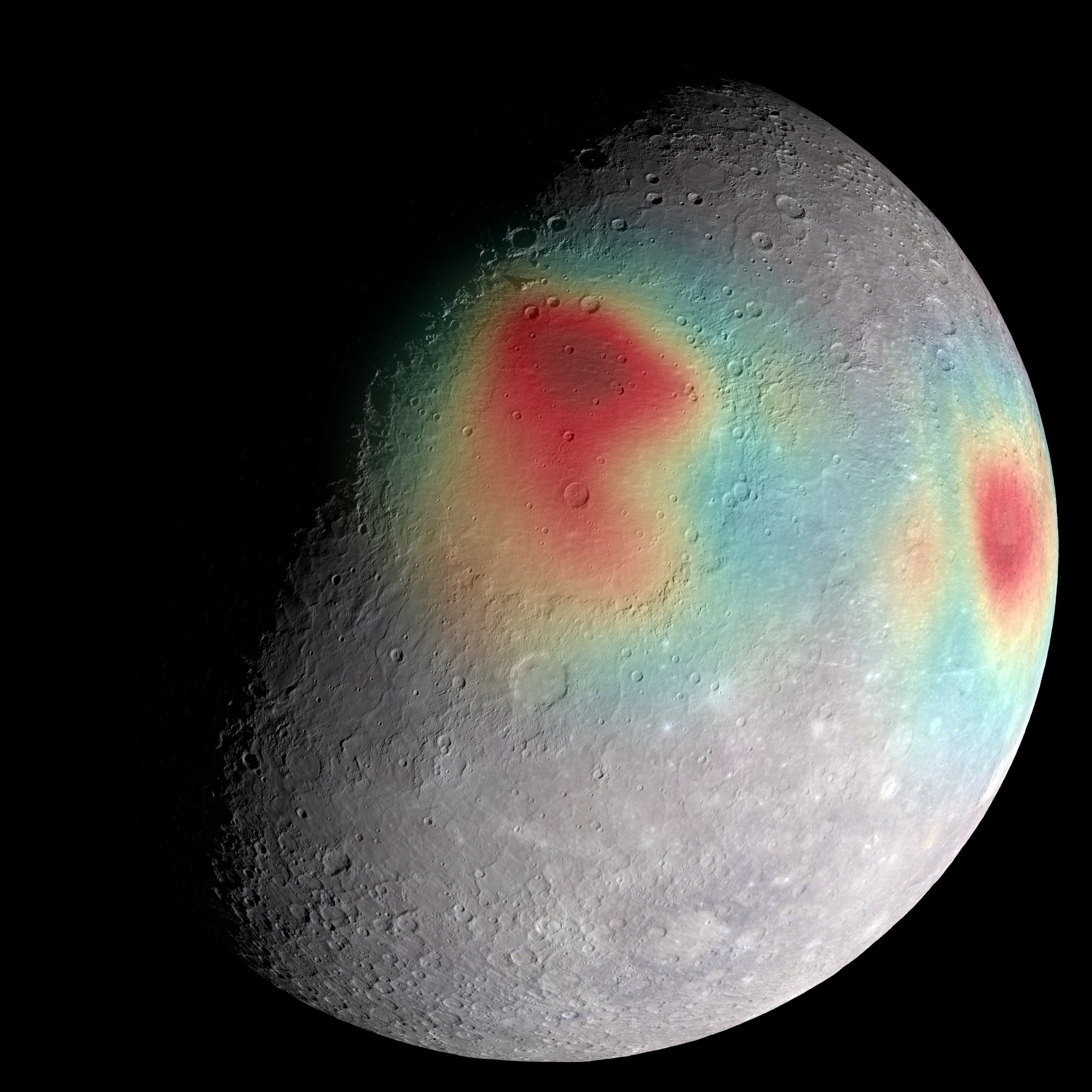
Mercúrio – Anomalias gravitacionais – Concentrações de massa (vermelho) sugerem estrutura e evolução subsuperficiais.

Como da Terra, Lua e Marte, a história geológica de Mercúrio é dividida em eras. Do mais antigo ao mais recente, estes são: Pré-Tolstojánio, Tolstojánio, Caloriano, Mansuriano e Kuiperiano. Essas eras são baseadas somente em datação relativa.
Depois da formação de Mercúrio, junto com o resto do Sistema Solar, há 4,6 bilhões de anos atrás, um bombardeio pesado por asteróides e cometas se seguiu. A última fase intensa de bombardeio, o intenso bombardeio tardio chegou ao fim há cerca de 3,8 bilhões de anos. Algumas regiões ou maciços, um proeminente sendo o que formou a Bacia Caloris, foram preenchidos por erupções de magma de dentro do planeta. Estes criaram planícies intercristantes lisas similares à mare encontrada na Lua.
Mais tarde, quando o planeta esfriou e contraiu, sua superfície começou a rachar e formar cordilheiras; essas rachaduras e cristas superficiais podem ser vistas em cima de outras características, como as crateras e planícies mais suaves - uma indicação clara de que elas são mais recentes.
O período de mercúrio no vulcanismo terminou quando o manto do planeta se contraiu o suficiente para impedir que mais lava rompesse a superfície. Isso provavelmente ocorreu em algum momento durante seus primeiros 700 ou 800 milhões de anos de história.
Desde então, os principais processos da superfície têm sido por impactos intermitentes.

## Escala de tempo geológico
Uma análise morfológica da superfície de Mercúrio resulta na proposição da seguinte escala de tempo geológico, composta por cinco eras com idades relativas amplamente estimadas:
- Pré-Tolstojánio é a primeira era geológica, que estende há 4,5 até 3,9 bilhões de anos atrás.
- Tolstojánio é a segunda era geológica, que estende há 3,9 até 3,85 bilhões de anos atrás.
- Caloriano é a terceira era geológica, que estende há 3,85 até  3 bilhões de anos atrás. Caloriano se divide em 2 épocas geológicas:
  - Caloriano Inferior é a primeira época geológica, que estende há 3,85 até 3,80 bilhões de anos atrás.
  - Caloriano Superior é a segunda época geológica, que estende há 3,80 até 3 bilhões de anos atrás.
- Mansuriano é a quarta era geológica, que estende até 3 bilhões até 1 bilhão de anos atrás.
- Kuiperiano é a última e atual era geológica, que estende há 1 bilhão de anos atrás até o presente.

Unidade de tempo: milhões de anos